# 베트남의 농업

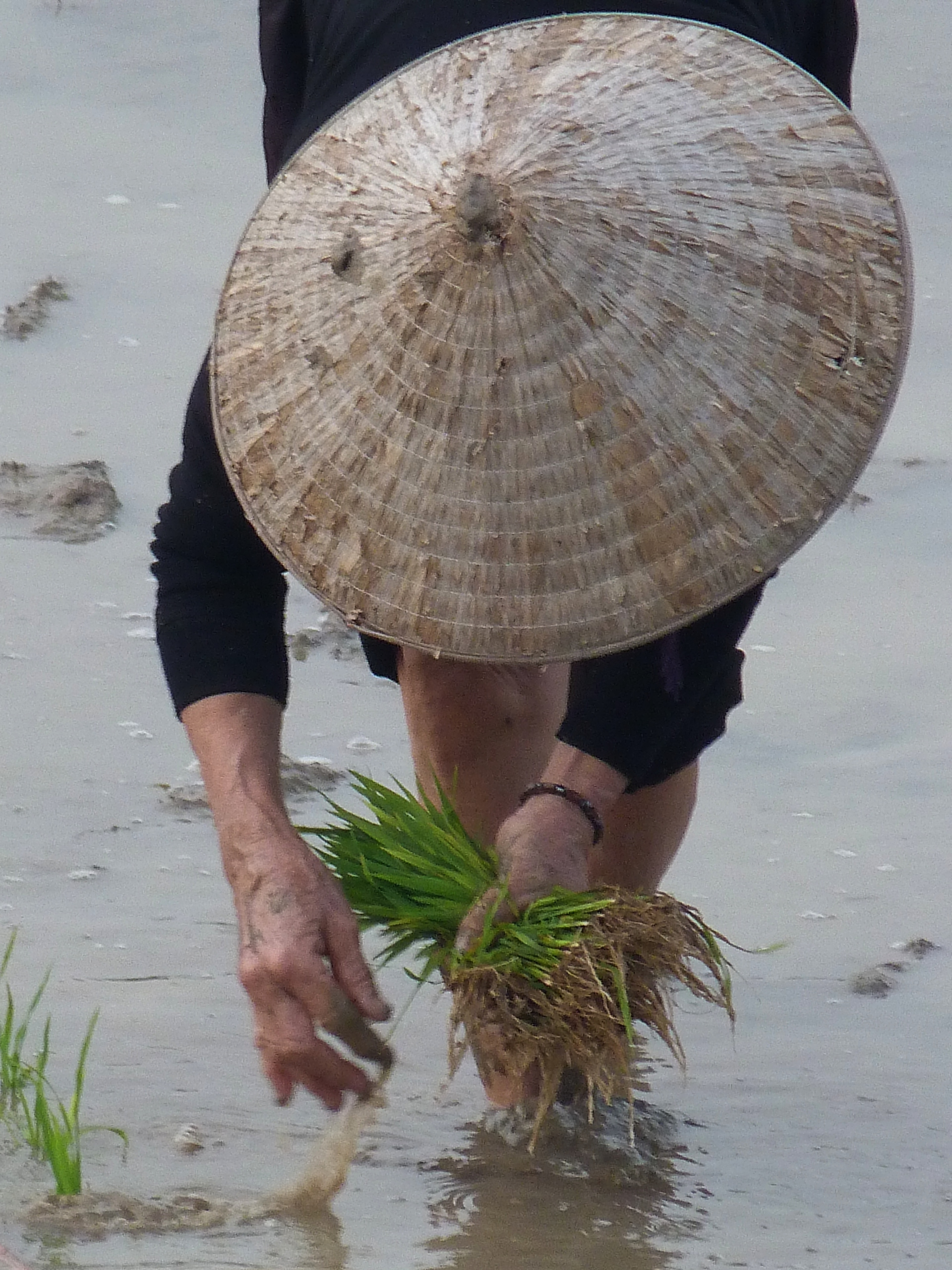
모내기를 하는 베트남 농부

베트남의 농업은 GDP에서 차지하는 비중은 2013년 18.4 %에서 2023년 11.96% 로 감소하였으나 2022년을 기준으로 전체 노동 인구의 27,6%가 농림수산업에 종사하고 있고 그 중에 대다수는 농민이기 때문에 베트남 경제에서 중요한 부분의 하나이다.

## 배경
베트남의 국토는 남북으로 길고 서쪽으로는 안남산맥이 놓여 있으며, 동쪽은 해안 저지대를 이룬다. 이때문에 열대, 아열대 및 온대 기후를 두루 갖고 있다. 몬순 기후의 영향이 강해 강우량이 많고 습도가 높다. 열대지대 외곽과 산간지대는 기후가 온화한 편이고 북위 18도 이남지역은 열대기후 북쪽은 온대겨울건조기후(cw)에 해당한다. 일반적으로 베트남의 계절은 동절기(11월~4월)와 하절기(5월~10월)로 나뉘지만, 남부 지방에서는 두 계절 사이의 차이가 크지 않다. 하노이를 비롯한 북부는 비교적 사계절이 분명하다. 호찌민시와 메콩강 삼각주가 있는 남부는 건기와 우기로 나뉘는데, 5월에서 10월 사이에 강우가 집중되며 우기 강수량은 1800 mm에 달한다.
이러한 기후의 영향으로 해안 지역에서는 오랫동안 논농사를 지었고 홍강 삼각주와 메콩강 삼각주 지역은 잘 발달된 충적토를 갖추고 있어 벼농사가 주를 이룬다. 남부의 경우 일조량도 높아 2 - 3기작의 논농사를 한다. 산간 지역에서는 전통적으로 밭농사가 이루어졌으며 근래에 들어 커피, 후추, 캐슈넛과 같은 환금 작물 재배가 크게 늘었다. 농산물은 베트남의 수출품 가운데 큰 비중을 차지하고 있으며 특히 쌀, 커피, 후추 등은 세계 시장의 1 - 2위를 다툰다.

## 도이 머이
베트남은 통일 이후 농경지를 국유화 하고 계획 경제를 기반으로 한 집단 농장을 도입하고자 하였으나 암시장이 크게 성장하는 시장 이중화와 경제 위기를 겪었다. 1986년 경제 위기 끝에 나온 도이 머이 정책은 국가가 농경지를 소유하는 것은 유지하되 농민들에게 장기 임대하는 형식으로 농지를 불하하였고 이로서 기존의 농업협동조합 형태의 집단농장이 해체되고 가구 단위의 농사를 짓게 되었다. 보반끼엣은 도이 머이 정책을 추진하면서 농업 소득 증대를 위해 사탕수수나 황마와 같은 환금 작물을 장려할 필요성을 역설하였다.

## 경작지와 작물
베트남의 농경지는 국토의 23% 정도인 740만 ha이다. 농경지 면적은 다른 여러 개발과 더해져 감소하고 있고 벼 농사를 짓던 논의 3분의 1 정도는 다른 용도로 쓰일 예정이다.
베트남 정부는 농민들의 소득 증대를 위해 고부가 작물의 경작을 권하고 단순 경작에서 벗어나 비닐하우스와 같은 시설 재배를 늘리고 있다. 베트남의 농산물 생산량은 어느 것을 가리지 않고 증가하고 있으나 특히 식량이 아닌 작물의 생산 증가가 뚜렷하여 1989 - 1991년 대비 2000년도의 비식량농산물의 생산량 증가는 466%를 기록하였다.
| 작물                                                                        | 2014년   |
| --------------------------------------------------------------------------- | -------- |
| 쌀                                                                          | 45,206.8 |
| 사탕수수                                                                    | 21,089.7 |
| 옥수수                                                                      | 5,356.5  |
| 바나나                                                                      | 1,626.3  |
| 캐슈넛                                                                      | 1,185.7  |
| 배추류                                                                      | 793.7    |
| 파인에플                                                                    | 559.3    |
| 수박                                                                        | 503.3    |
| 땅콩                                                                        | 463.2    |
| 감자                                                                        | 458.9    |
| 출처: Euromonitor, FAOSTAT, Agricultural Production, Feb 2015 (단위: 천 톤) |          |

| 작물   | 순위 |
| ------ | ---- |
| 후추   | 1    |
| 캐슈넛 | 1    |
| 커피   | 2    |
| 코코넛 | 6    |
| 쌀     | 5    |
| 고무   | 3    |
| 고구마 | 10   |
| 차     | 6    |

## 고용과 투자
2016년 기준 전체 산업 종사자의 47%가 농림수산업에 종사하고 있고 이들의 대부분은 농민이다. 농업 종사자의 비중은 지속적으로 감소하고 있으며 2030년 무렵이 되면 25 - 30%까지 줄어들 것으로 예상된다.
2015년 베트남의 외국인직접투자 가운데 농림수산업에 투자된 비율은 약 1% 정도로 1억 6,000만 달러였다. 주요 투자국은 일본으로 일본국제협력기구와 몇몇 민간기업이 농림축산업에 투자하고 있다. 베트남에서는 외국인의 농지 임대를 1000 ha로 제한하고 있다.

## 환경 문제
베트남은 농업 생산량을 늘리기 위해 비료를 비롯한 많은 투입재를 사용하였다. 이때문에 산림의 훼손, 수질 오염과 같은 환경 문제를 겪고 있다. 2014년 기준 베트남의 비료 수입은 약 4070만 톤으로 15억 달러에 달하는 규모였다. 이 가운데 유기농 비료는 전체의 5 - 8 % 정도이다.